# Avenue Eugène Plasky
Pour les articles homonymes, voir Eugène et Plasky.
L'avenue Eugène Plasky (en néerlandais : Eugène Plaskylaan) est une avenue bruxelloise de la commune de Schaerbeek qui va de la place de Jamblinne de Meux à la place Général Meiser en passant par la rue Victor Hugo, le square Eugène Plasky, l'avenue de l'Émeraude et la rue du Saphir.
Cette avenue porte le nom d'un peintre belge, Eugène Plasky, né à Bruxelles le 22 juillet 1851 et décédé à Schaerbeek le 4 mars 1905. La dénomination de l'avenue date de 1909.

## Passage Jo Dekmine
Le 31 mai 2019, la commune de Schaerbeek inaugure le passage Jo Dekmine situé entre le no 140a et le no 140b de l'avenue Plasky, en l'honneur du directeur de théâtre Jo Dekmine. Le passage fait la liaison entre l'avenue Plasky et la cour d'accès du Théâtre 140. Un œuvre de l'artiste bruxellois Pierre Coubeau orne la cour menant au théâtre.

## Maison Eekman
La maison située au n° 179 est construite par l'architecte Théodore Peeters pour Alexandre et Johanna Eekman, un couple de néerlandais engagé dans les mouvements pacifistes et antifascistes. Ils habitent là à partir de 1930. Cette famille de six enfants accueille huit enfants espagnols durant la Guerre civile.  Toute la famille est engagée dans la résistance. Le fils Tom Eekman, engagé dans l'armée belge meurt au combat à l'âge de 21 ans.  Alexandre Eekman est déporté à Mauthausen en 1942 et y meurt après quelques mois. Walter, Annette et Johanna survivent à leur déportations à Breendonk et Ravensbrück,.

## Adresses notables
- no 40 : Crèche Plasky (maison passive)[4]
- no 140 : Théâtre 140
- no 179 : Maison moderniste construite pour la famille Eekman par l'architecte Theodore Peters[3]
- no 184 : École Louise de Marillac
- no 212 : Hôtel Plasky

## Galerie de photos

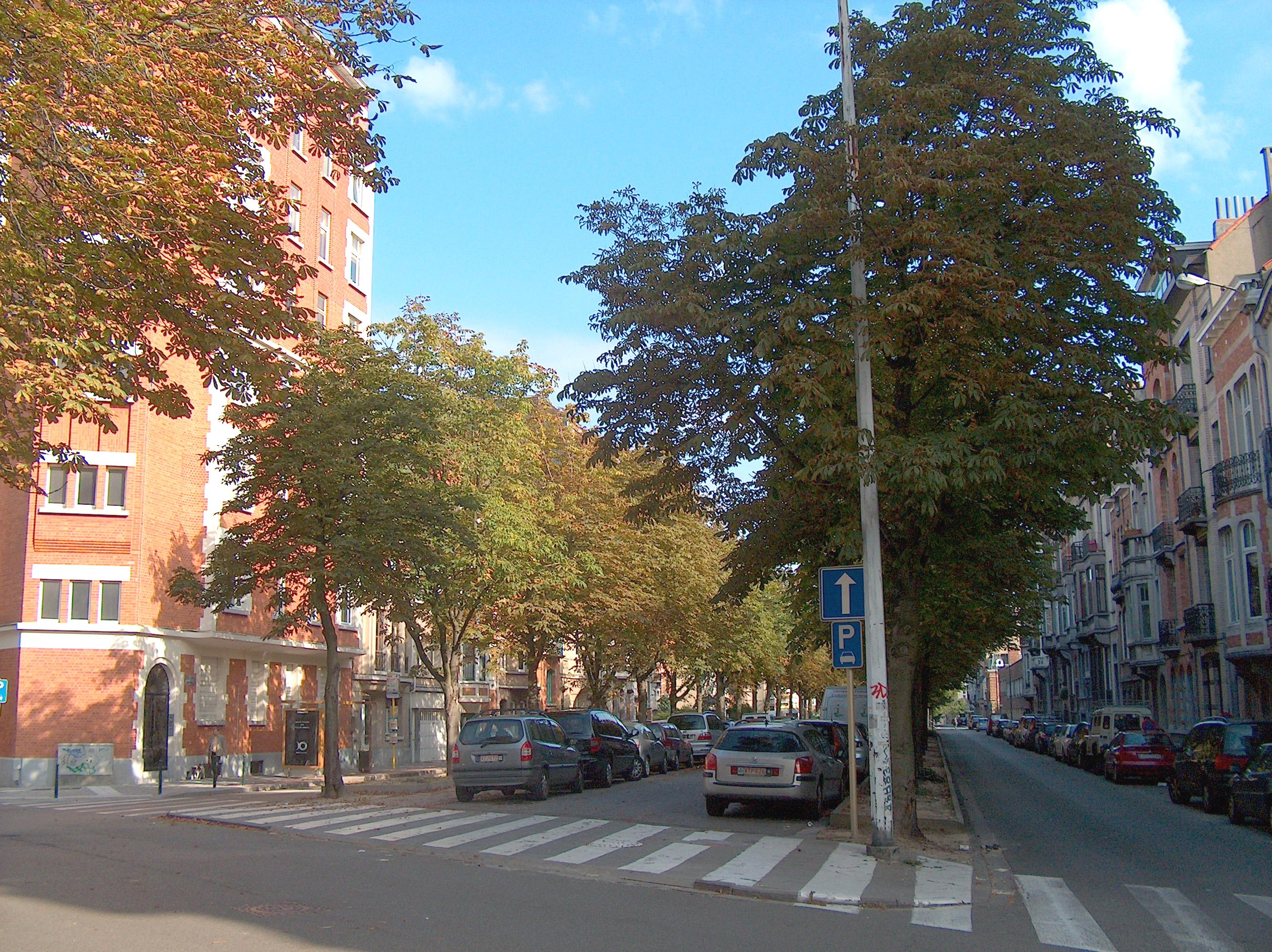
Avenue Eugène Plasky
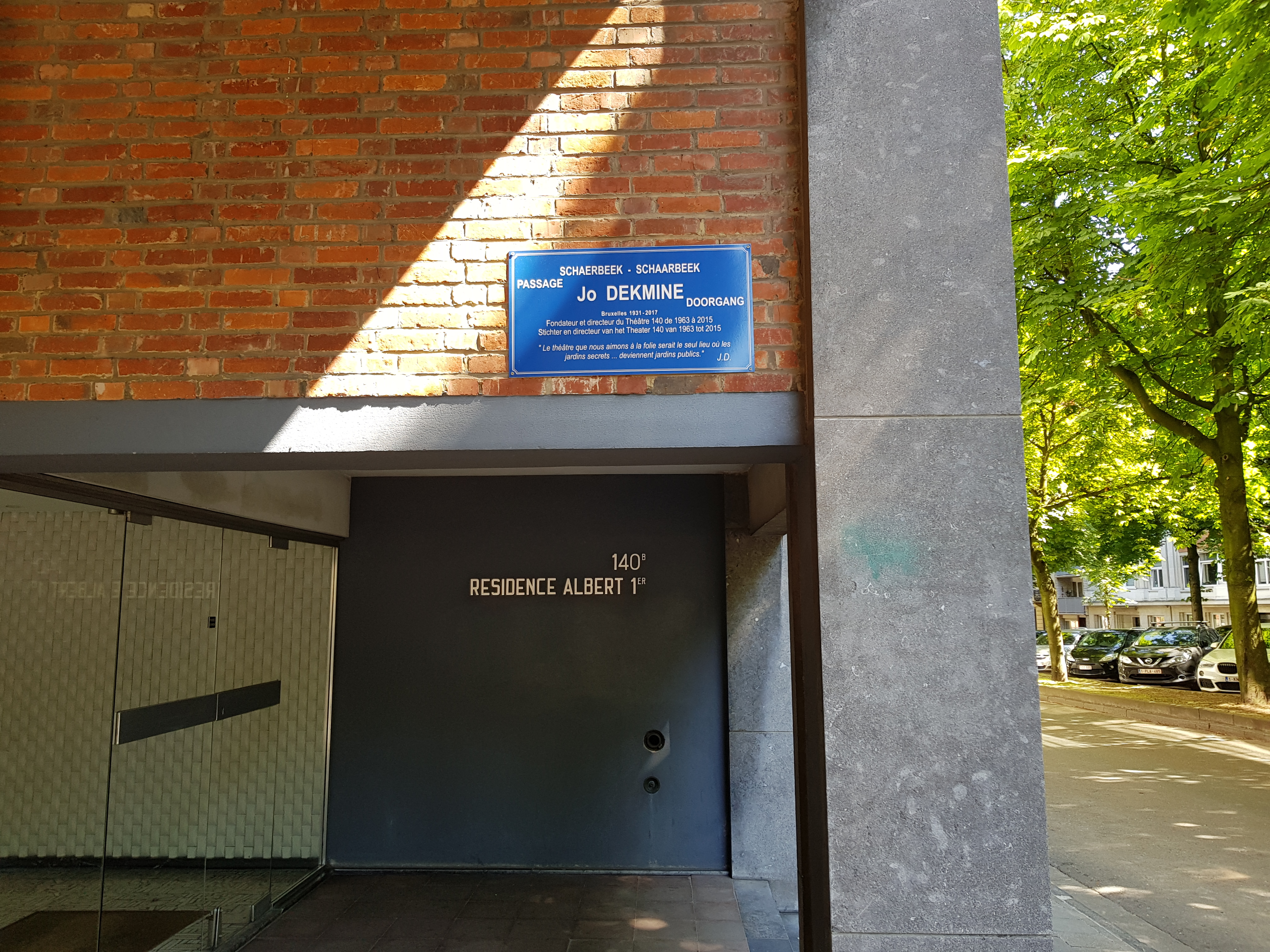
Passage Jo Dekmine
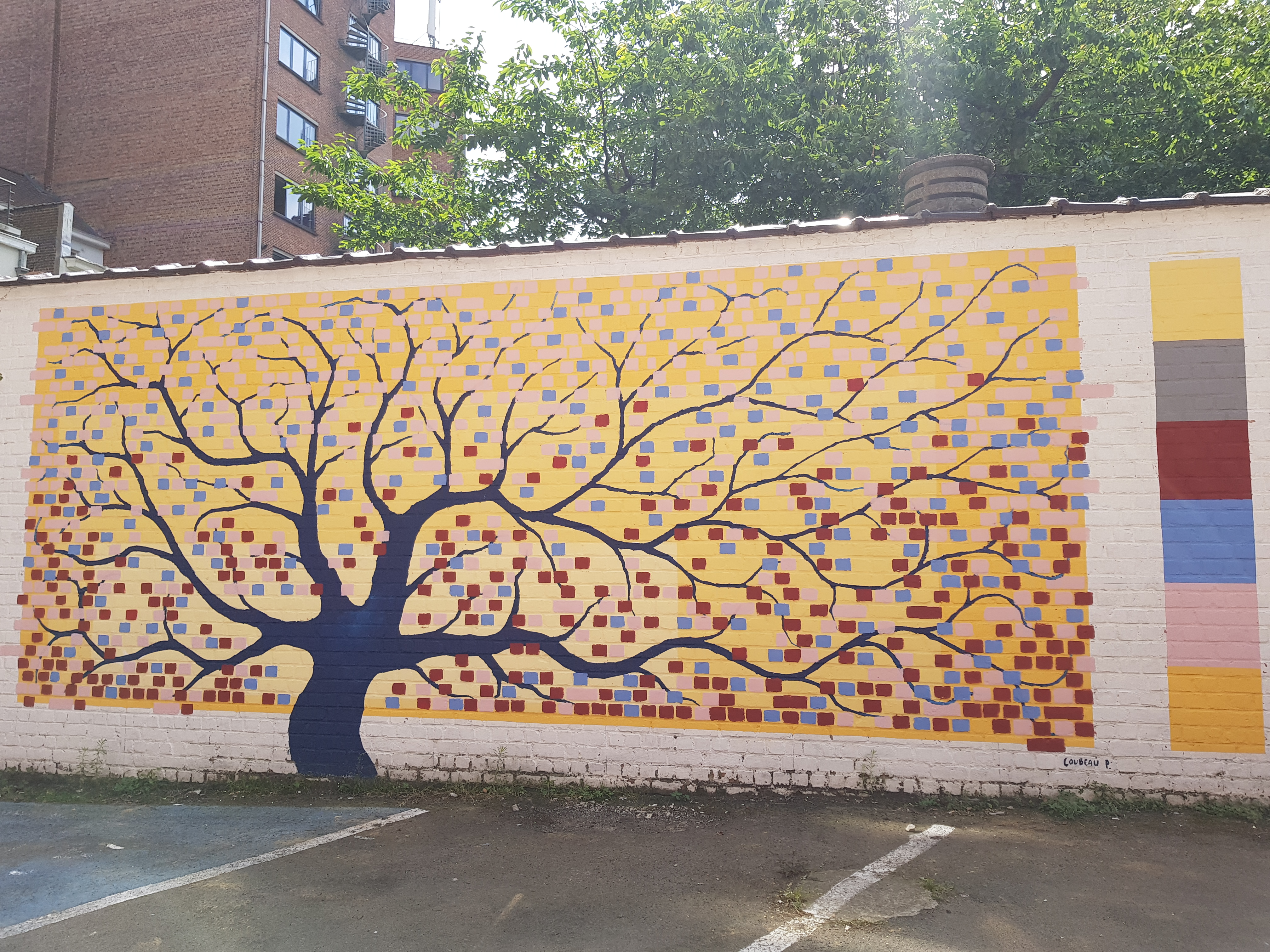
Peinture murale de Pierre Coubeau
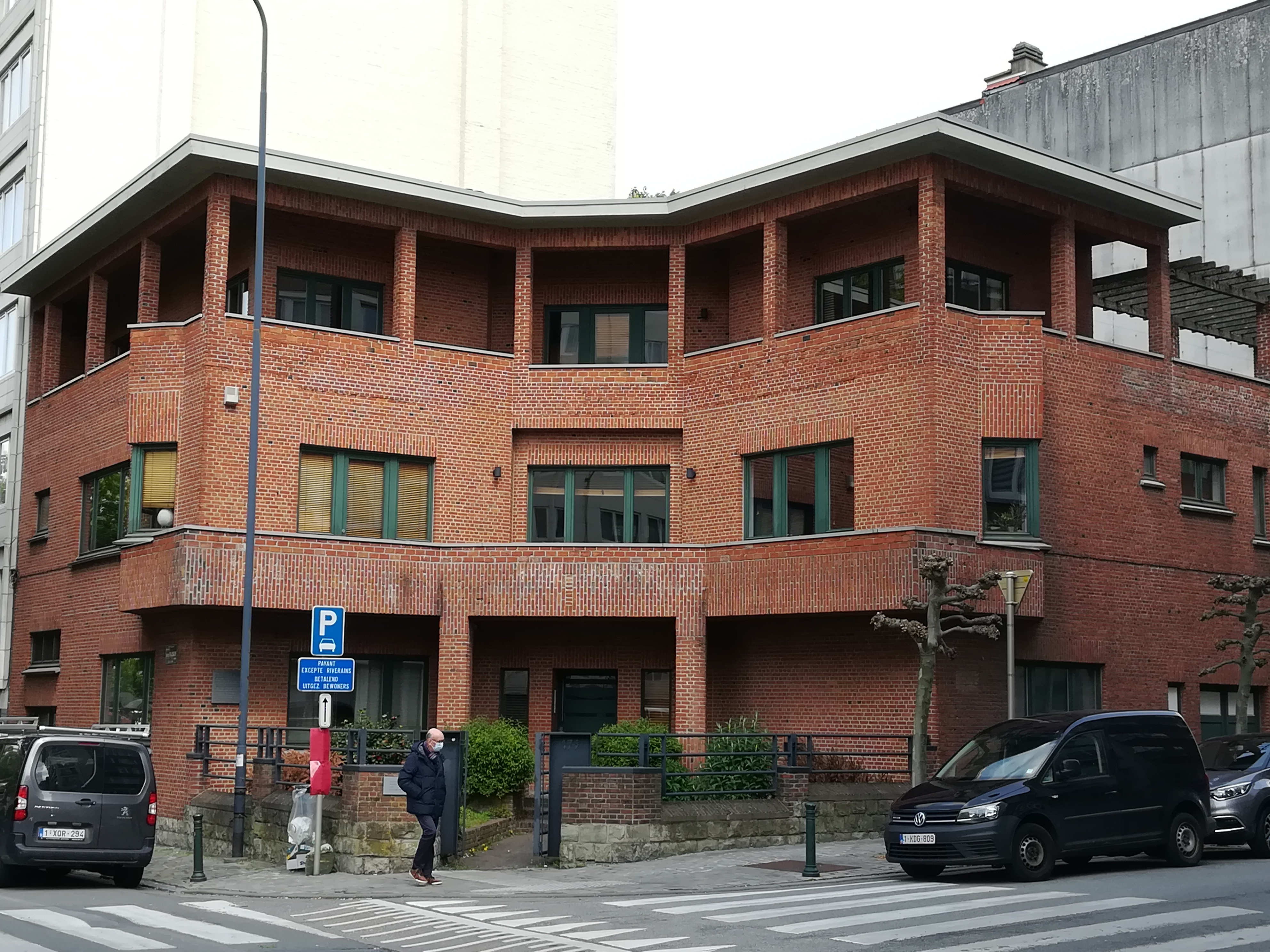
Maison de la famille Eekman, 179 avenue Plasky